# Виллиам, Георгий Яковлевич
Георгий Яковлевич Виллиам (1874—1926) — очеркист, поэт, журналист, детский писатель.

## Биография
Отец ― англичанин; владелец оружейного магазина и завода по изготовлению охотничьего пороха. Мать ― русская, дочь богатого фабриканта-галантерейщика. Рано осиротевшего Виллиама брали на воспитание в состоятельные семьи, но скоро изгоняли за «строптивость нрава». В 13 лет он был исключён за неуспеваемость из училища при евангелическо-лютеранской церкви Петра и Павла. Стал учеником в щёточной мастерской; за протест против наказания розгами был выгнан. Затем служил «мальчиком» в литографии, был
подмастерьем на фабрике. За участие в волнениях на заводе Ю. Кирстена был занесён в «чёрную книгу». В 1897 году на четыре года призван на военную службу и определён литографом-размножителем документов в штаб корпуса. Занялся самообразованием. Много читал, увлекался С. Я. Надсоном, начал писать стихи. По признанию Виллиама, большое влияние на него оказали сочинения из народной жизни А. П. Голицынского, «пробудившего жалость к людям, обездоленным судьбой». За выступление против палочной дисциплины в армии и отказ от военной службы Виллиам был направлен в сумасшедший дом, где был признан нормальным, возвращён в армию и посажен на гауптвахту. Эти события отразились в рассказе Виллиама «Камни заговорили» (1907). Около 10 лет бродяжничал (Волга, Урал, Кавказ, Крым), работал на подёнщине, зимние месяцы проводил в московском работном доме, жил в ночлежках на «Хитровке».
Первая публикация Виллиама ― цикл лирических стихов «Без доли» (1902). Переводы Виллиама из «Книги песен» Г. Гейне (1902) заинтересовали П. Ф. Якубовича и были включены им в хрестоматию «Русская муза» (1904). По совету Якубовича Виллиам обратился к прозе, и его очерки «Работный дом» (1905) имели успех. Печатавшиеся в московских газетах («Правда божия», «Раннее утро» и др.) рассказы и очерки Виллиам позднее собрал в книге «Рассказы», «Хитровский альбом» (обе ― 1909), «Бытовые очерки» (1911). Виллиам создал зарисовки представителей социального «дна». Его проза натуралистична и фактографична; герои ― босяки, падшие женщины, попавшие на «Хитровку» интеллигенты, деклассированные уголовные элементы, арестанты. В рассказе «На родину» (1905) ощутимо стремление к анархической индивидуалистской «свободе» личности. «Хитровка» у Виллиама не только средоточие зла, но и место, где отверженный обществом человек чувствует себя свободным от условностей жизни, регламентируемых законом. В некоторых рассказах и стихотворениях идеализируется бродяжничество как своеобразная форма неприятия буржуазного стяжательства. Книга Виллиама «Военные рассказы» (1909), выражавшая протест против жестокости и насилия, была конфискована цензурой. Зверства карателей во время Революции 1905―1907 гг. Виллиам обличает в очерке «Враги» (1906); оптимистично по тону его стихотворение «В тюрьме» (1906). В 1916 году активно сотрудничал в архангельской газете «Северное утро» (статьи, рецензии, повесть «Отравленный поцелуй. Из жизни современной молодёжи»). Писал для детей: «Акробаты. Очерки из жизни цирка» (1915), «Около детей. Рассказы для детей старшего и среднего возраста» (1916).
К Октябрьской революции 1917 года Виллиам отнёсся враждебно. В 1919 году в Новороссийске работал в деникинской пропагандистской организации «ОСВАГ». В 1920 году, эмигрировал. За рубежом и в России были опубликованы воспоминания Виллиама об ужасах белого террора, моральном и военном крахе деникинщины «Распад добровольцев. (Побеждённые)» (М.-П., 1923; то же под названием «Белые. Очерки», М., 1923). Покончил жизнь самоубийством.